# Yagodninsky (huyện)
Huyện Yagodninsky (tiếng Nga: Я́годнинский райо́н) là một huyện hành chính tự quản (raion), của Tỉnh Magadan, Nga. Huyện có diện tích 29425 km², dân số thời điểm ngày 1 tháng 1 năm 2000 là 25300 người. Trung tâm của huyện đóng ở Yagodnoye.